# Ворона (приток Угры)
Воро́на — река в России, протекает по Калужской и Смоленской областям. Выше устья Малой Вороны называется Большая Воро́на. Устье реки находится в 289 км от устья Угры по правому берегу. Длина реки составляет 59 км, площадь водосборного бассейна — 663 км². В районе с. Милятино на реке создано водохранилище. Река протекает через населённые пункты сельского поселения «Деревня Цветовка» Барятинского района Калужской области село Милятино, Аскерово, Арнишицкого сельского поселения деревню Нележ, Всходского сельского поселения деревню Лужки Угранского района Смоленской области.

## Данные водного реестра
В государственном водном реестре России указано, что река Ворона имеет основное название Вороня, второе название Большая Ворона, однако река носит название Ворона с места слияния Малой Вороны и Большой Вороны до устья.

По данным государственного водного реестра России относится к Окскому бассейновому округу, водохозяйственный участок реки — Угра от истока и до устья, речной подбассейн реки — Бассейны притоков Оки до впадения Мокши. Речной бассейн реки — Ока.
Код объекта в государственном водном реестре — 09010100412110000020613.

### Притоки
(указано расстояние от устья)
- 15 км: река Мормозинка (лв)
- 21 км: река Малая Ворона (лв)
- 30 км: река Харьковка (лв)
- 33 км: река Нележка (пр)
- 38 км: река Завальня (пр)